# Jewhen Hurkowskyj
Jewhen Mykolajowytsch Hurkowskyj (ukrainisch Євген Миколайович Гурковський; * 5. November 1980 in Saporischschja) ist ein ehemaliger ukrainischer Handballspieler.
Der 1,95 Meter große und 88 Kilogramm schwere Kreisläufer spielte bei ZTR Saporischschja, mit dem er 1999, 2000, 2001, 2003, 2004, 2005, 2008 und 2009 die Meisterschaft sowie 2001 den Pokal gewann. In der Saison 2006/07 lief er zwischenzeitlich für Portowyk Juschne auf. Mit beiden Vereinen nahm er an europäischen Vereinswettbewerben teil. Im Sommer 2009 wechselte er zum rumänischen Verein  Stiinta Municipal Dedeman Bacău, mit dem er zweimal am EHF Challenge Cup teilnahm. Zum Abschluss seiner Laufbahn stand er von 2012 bis 2014 bei HK Motor Saporischschja unter Vertrag, mit dem er 2013 und 2014 erneut Meister sowie 2013 Pokalsieger wurde.
Jewhen Hurkowskyj erzielte in 40 Länderspielen für die ukrainische Nationalmannschaft 65 Tore (Stand: Dezember 2009). Er stand im Aufgebot für die Europameisterschaften 2000, 2002 und 2006 sowie für die Weltmeisterschaften 2001 und 2007.